# Bajo de la Aceitera

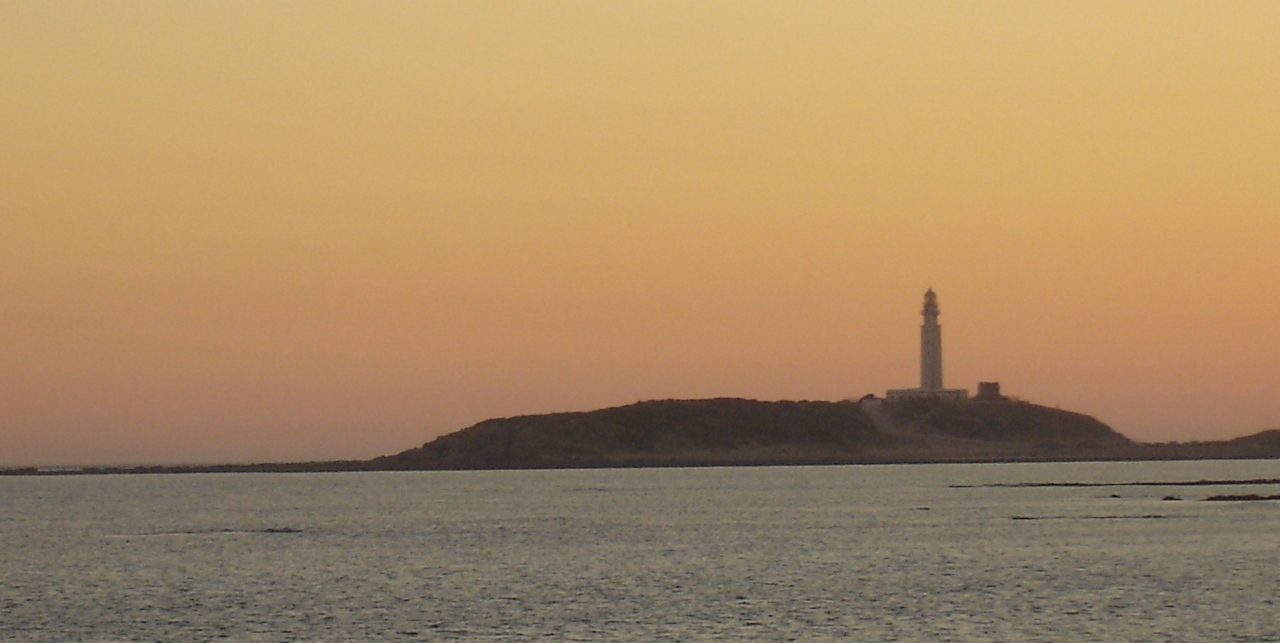
Cabo Trafalgar.

El bajo de la aceitera es un área marina próxima al estrecho de Gibraltar de bajos fondos y donde las corrientes marinas alcanzan gran intensidad.
Está situada en el lado del océano Atlántico del estrecho, en la zona norte en dirección a Cádiz y cerca del cabo de Trafalgar.
Es una zona peligrosa para pequeñas embarcaciones de recreo y para bañistas y buceadores, por ello es recomendable para estas embarcaciones evitarla dando un rodeo por mar abierto.
El área ocasiona numerosos accidentes dado lo atractivo de sus fondos marinos que unido a áreas de rápidos en la zona de corrientes hace que sean muchos los submarinistas desaparecidos.
- Datos: Q5716866